# Life Is...Too $hort
Life Is...Too $hort – piąty album studyjny amerykańskiego rapera Too Shorta. Trafił do sprzedaży w 1988 roku.
Album pokrył się podwójną platyną, co równa się ponad dwóm milionom sprzedanych kopii. Jak na razie jest to najlepiej sprzedający się album Too $horta w jego karierze.

## Lista utworów
1. „Life Is...Too Short”
2. „Rhymes”
3. „I Ain't Trippin'”
4. „Nobody Does it Better”
5. „Oakland”
6. „Don't Fight the Feelin'”
7. „CussWords”
8. „City of Dope”
9. „Pimp the Ho”
10. „Outro"